# Kalives
Kalives ou Kalyvés (em grego: Καλύβες; romaniz.: Kalýves) é a  localidade mais importante e capital da unidade municipal de Arméni, situada na costa noroeste da ilha de Creta, Grécia. Faz parte do município de Apocórona e da unidade regional de Chania e situa-se na margem sul da baía de Suda, 12 km a leste de Suda, 21 km a leste do centro de Chania (distâncias por estrada).
Em 2001 tinha 1 289 habitantes. É uma estância turística importante, juntamente com as vizinhas Almírida e Plaka, situadas a leste, embora tenha mantido o seu ar de aldeia cretense. A principal atração turística são as suas extensas praias. Principalmente a partir dos primeiros anos do século XXI na área em volta, nomeadamente nas encostas viradas para o mar, princiapalmente para leste, até a península de Drápano têm vindo a surgir inúmeras villas de férias, cujos compradores são principalmente britânicos. É também um centro agrícola com alguma importância, devido à fertilidade da área onde se encontra.
No passado chamou-se Cissamos (Kissamos; não confundir com a homónima a ocidente de Chania) e foi um dos portos de Áptera desde o período minoico. As ruínas desta cidade encontram-se no cimo duma colina a noroeste de Kalives, a cerca de três quilómetros em linha reta, muito mais por estrada. Na colina a leste, que separa Kalives de Almírida, há vestígios de um castelo chamado Castelo Apicorono, construído pelos venezianos em 1206; pensa-se que ele se situa no local da antiga Ippokoronion, que possivelmente estará na origem do topónimo da região (Apocórona).